# Karate op de Europese Spelen 2015
Karate is een van de sporten die beoefend werden tijdens de Europese Spelen 2015 in Bakoe, Azerbeidzjan op 12 en 14 juni.

## Programma
Er werd bij het karate in een sportdiscipline in 12 onderdelen om de medailles gestreden. De evenementen werden gelijkelijk verdeeld tussen mannen en vrouwen.
| juni 2015 | za 13 | zo 14 | Tot. |
| --------- | ----- | ----- | ---- |
| Karate    | 6     | 6     | 4    |

## Deelname
In totaal deden 96 atleten mee in de karatecompetitie van de Europese Spelen 2015.

## Medailles

### Mannen
| Onderdeel | Goud | Goud                 | Zilver | Zilver                 | Brons | Brons              |
| --------- | ---- | -------------------- | ------ | ---------------------- | ----- | ------------------ |
| Kata      | ESP  | Damian Hugo Quintero | ITA    | Mattia Busato          | TUR   | Mehmet Yakan       |
| 60kg      | AZE  | Firdovsi Farzaliyev  | ITA    | Luca Maresca           | MKD   | Emil Pavlov        |
| 67kg      | TUR  | Burak Uygur          | FRA    | Steven Da Costa        | AZE   | Niyazi Aliyev      |
| 75kg      | AZE  | Rafael Aghayev       | ITA    | Luigi Busa             | TUR   | Erman Eltemur      |
| 84kg      | AZE  | Aykhan Mamayev       | GRE    | Michail Georgos Tzanos | TUR   | Ugur Aktas         |
| 84+kg     | TUR  | Enes Erkan           | GER    | Jonathan Horne         | MKD   | Martin Nestorovski |

### Vrouwen
| Onderdeel | Goud | Goud                 | Zilver | Zilver                  | Brons | Brons             |
| --------- | ---- | -------------------- | ------ | ----------------------- | ----- | ----------------- |
| Kata      | ESP  | Sandra Sánchez Jaime | FRA    | Sandy Scordo            | TUR   | Dilara Bozan      |
| 50kg      | TUR  | Serap Özçelik        | AUT    | Bettina Plank           | FRA   | Alexandra Recchia |
| 55kg      | FRA  | Emily Thouy          | CRO    | Jelena Kovacevic        | AZE   | Ilaha Qasimova    |
| 61kg      | FRA  | Lucie Ignace         | TUR    | Merve Çoban             | CRO   | Ana Lenard        |
| 68kg      | AZE  | Irina Zaretska       | AUT    | Alisa Theresa Buchinger | MNE   | Marina Rakovic    |
| 68+kg     | CRO  | Maša Martinovic      | TUR    | Meltem Hocaoglu         | RUS   | Ivanna Zaytseva   |

## Medailleklassement
| Plaats | Land         | Goud | Zilver | Brons | Totaal |
| 1      | Azerbeidzjan | 4    | 0      | 2     | 6      |
| 2      | Turkije      | 3    | 2      | 4     | 9      |
| 3      | Frankrijk    | 2    | 2      | 1     | 5      |
| 4      | Spanje       | 2    | 0      | 0     | 2      |
| 5      | Kroatië      | 1    | 1      | 1     | 3      |
| 6      | Italië       | 0    | 3      | 0     | 3      |
| 7      | Oostenrijk   | 0    | 2      | 0     | 2      |
| 8      | Griekenland  | 0    | 1      | 0     | 1      |
| 8      | Duitsland    | 0    | 1      | 0     | 1      |
| 10     | Macedonië    | 0    | 0      | 2     | 2      |
| 11     | Montenegro   | 0    | 0      | 1     | 1      |
| 11     | Rusland      | 0    | 0      | 1     | 1      |
| Totaal | Totaal       | 12   | 12     | 12    | 36     |